# Geografia Tadżykistanu

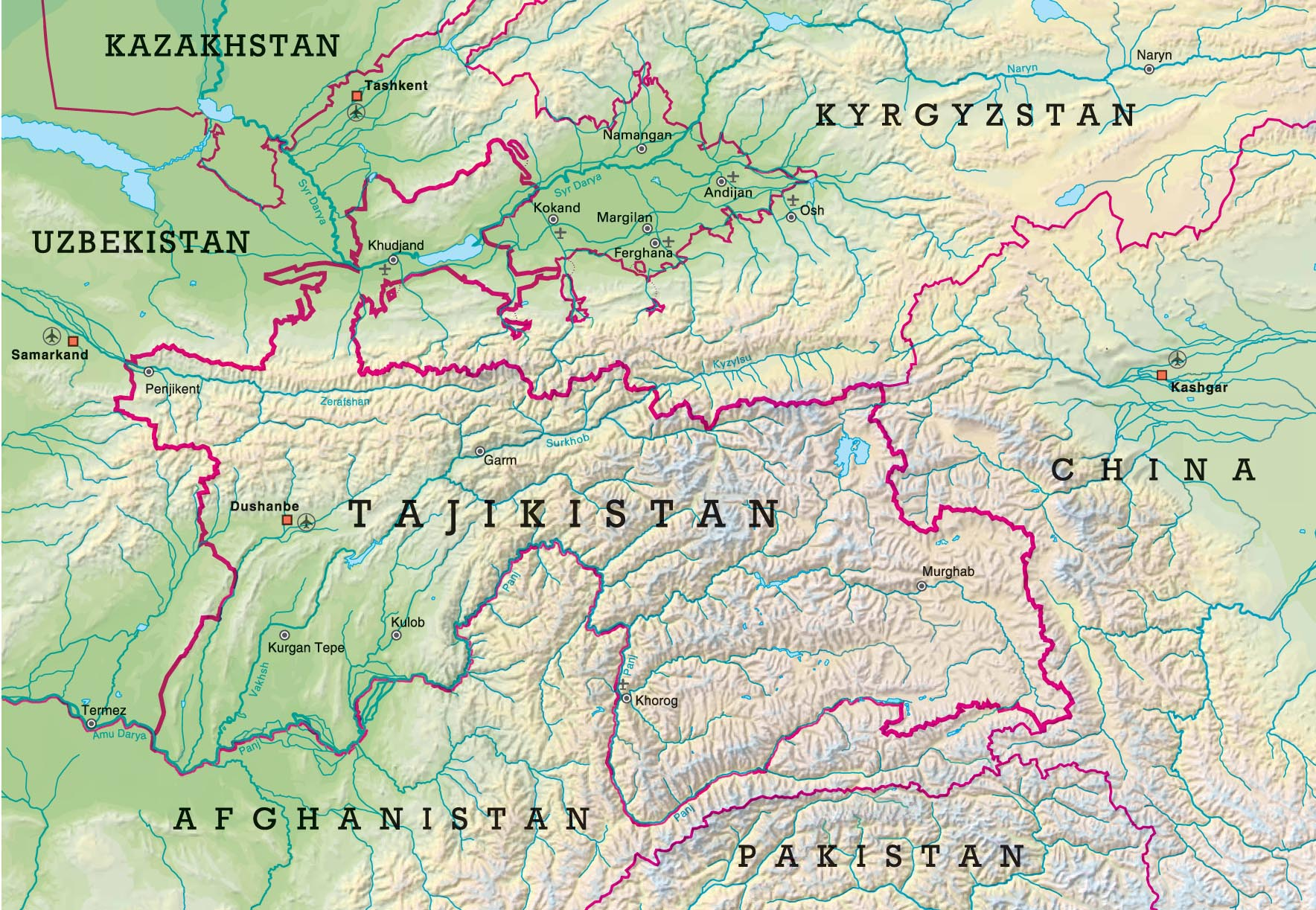
Mapa fizyczna Tadżykistanu

Tadżykistan jest krajem położonym w Azji Środkowej. Kraj ten należy do byłych republik radzieckich. Większość mieszkańców jest wyznawcami islamu. Tadżykistan jest krajem górzystym cechującym się surowym, kontynentalnym klimatem.

## Powierzchnia, położenie i granice
Powierzchnia – 143 100 km²
Położenie – Tadżykistan leży w Azji Środkowej, na zachód od Wyżyny Tybetańskiej.
Skrajne punkty: północny 41°00'N, południowy 36°50'N, zachodni 67°50'E, wschodni 75°05'E.
Tadżykistan jest krajem o dość osobliwym konturze granic. Składa się z dwóch części. Główna część jest długa na około 650 km i szeroka w centralnym, natomiast w najwęższym miejscu na około 110 km. Druga część kraju, na północy wcina się między Kirgistan i Uzbekistan i jest długa na mniej więcej 200 km i szeroka na 50 km.
Tadżykistan graniczy z następującymi państwami:
- Afganistan – 1206 km
- Chiny – 414 km
- Kirgistan – 870 km
- Uzbekistan – 1161 km

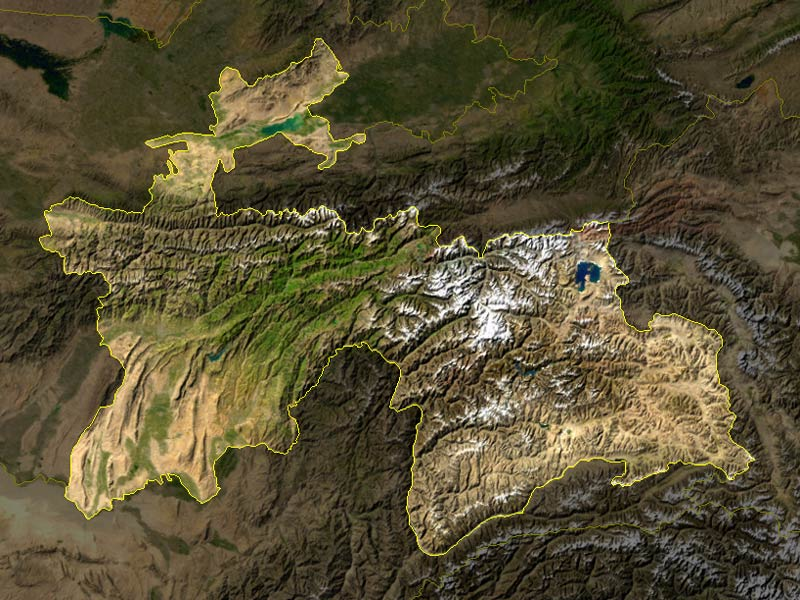
Mapa satelitarna Tadżykistanu

Kraj bez dostępu do morza, do najbliższego morza (Morza Kaspijskiego) jest prawie 1200 km.

## Budowa geologiczna i rzeźba
Tadżykistan jest krajem wybitnie górzystym. Ponad połowa kraju leży na wysokości powyżej 3000 m n.p.m. zaś jedynie 7% powierzchni kraju to doliny, reszta to góry. Te zaś należą do systemu górskiego Tienszanu (z zachodnią częścią Kotliny Fergańskiej), a także do łańcucha gór Hisaro-Ałaju, który niekiedy jest zaliczany do Tienszanu. Trzecim systemem górskim, do którego należą góry Tadżykistanu, jest Pamir.
Budowa geologiczna kraju jest bardzo urozmaicona. Północna część kraju tak zwana "część kuramińska" jest zbudowana z dolnopaleozoicznych łupków i osadów węglowych, oraz z górnopaleozoicznych osadów wulkanicznych. Część kuramińska została uformowana w czasie kaledońskich i hercyńskich ruchów górotwórczych. Kotlina Fergańska powstała w wyniku silnych ruchów tektonicznych jakie zachodziły w erach od neogenu do holocenu. Górski region Hisaro-Ałaju został wydźwignięty w środkowym karbonie i jest podzielony na strefy strukturalne: hisaro-karategińska, zerawszańsko-hisarska i turkiestańsko-ałajska. W każdej z tych stref należących do gór Hisaro-Ałaju w epoce mezozoiku i kenozoiku gromadziły się osady, które w orogenezie alpejskiej uległy przemieszczeniu. Pamir jest obszarem górskim posiadającym zróżnicowaną budowę geologiczną. W północnym Pamirze występują utwory prekambryjskie i ze środkowego i górnego paleozoiku. Południowa i wschodnia część Pamiru tworzy osady pochodzące z permu i triasu. Południowo-zachodni Pamir to obszar w przeważającej części zbudowany z łupków krystalicznych. Cały Tadżykistan leży w strefie sejsmicznej.

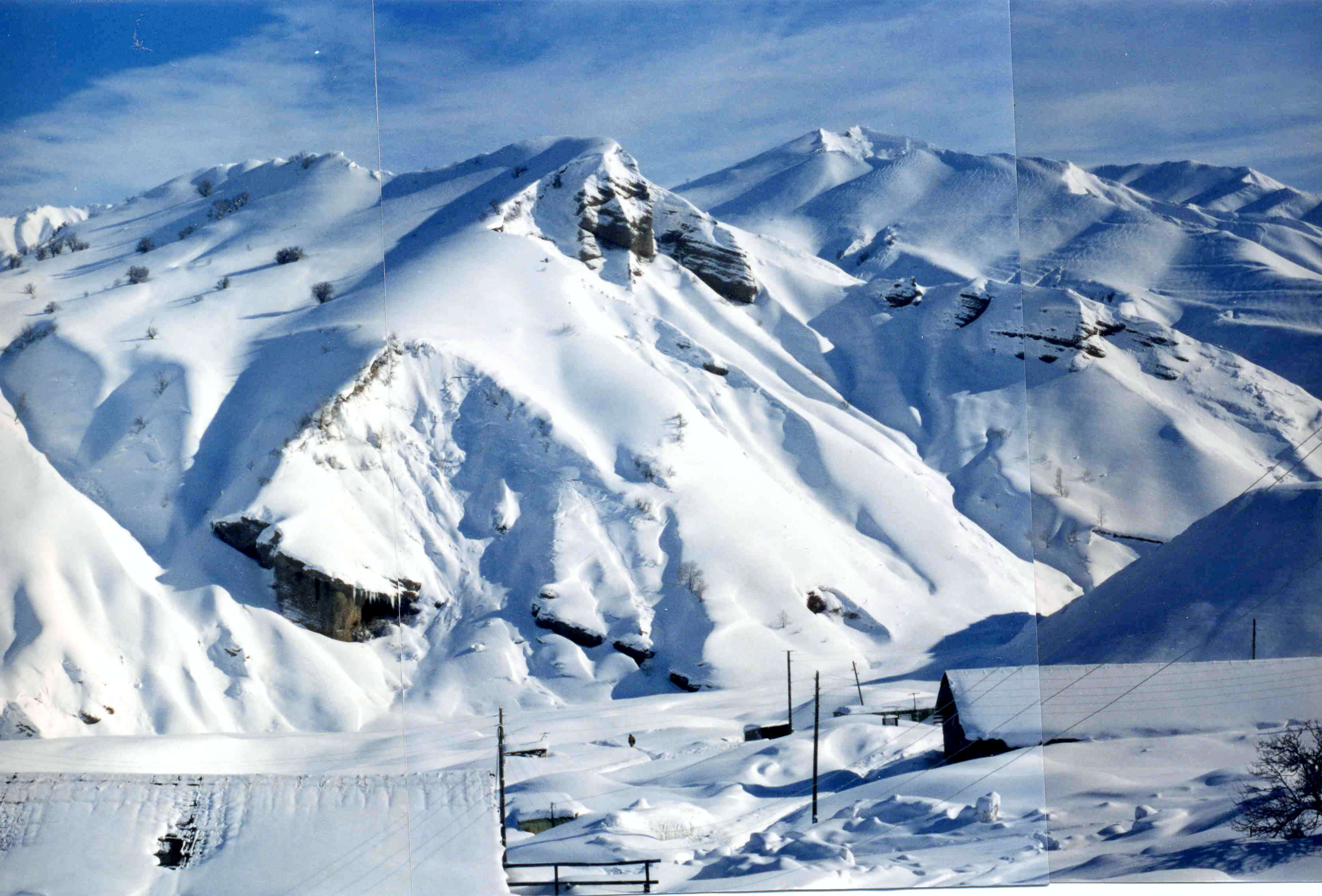
Wysokogórski krajobraz Tadżykistanu

Tadżykistan jest podzielony na strefy górskie. Najbardziej na północ wysunięty kraniec kraju to grzbiety: Kuramiński i Mogoltau, które należą do Tienszanu Zachodniego. Między nimi, a Grzbietem Turkiestańskim leży zwężona zachodnia część Kotliny Fergańskiej, która posiada mało urozmaicone dno, leżące na średniej wysokości od 300 do 400 m n.p.m. Środkową część kraju to masyw Hisaro-Ałaju, do którego wchodzą ułożone równoleżnikowo łańcuchy: Ałajski, Turkiestański, Zerawszański i Hisarski, każdy z tych masywów wznosi się średnio na 5000 m n.p.m. Najwyższy z nich to łańcuch Turkiestański, który wznosi się na 5621 m n.p.m. Góry te charakteryzują się alpejską formą rzeźby terenu. Południowo-zachodni Tadżykistan poprzecinany jest grzbietami górskimi do których należą: Sarsarak, Terekli-tau, Kara-tau i Aktau. Wschodnia część kraju obejmuje znaczną część Pamiru. Pamir północy to najwyższe partie gór kraju. Najwyższym szczytem kraju jest Szczyt Ismaila Samaniego, który wznosi się na 7495 m n.p.m. a drugi co do wysokości szczytem jest Szczyt Lenina, który wznosi się na 7134 m n.p.m. Pamir ze względu na swą rzeźbę można podzieli na Zachodni i Wschodni. Zachodni to ostre grzbiety przedzielone głębokimi dolinami, zaś Wschodni to szerokie kotliny i doliny rzeczne, pomiędzy którymi wznoszą się góry o łagodnych grzbietach.

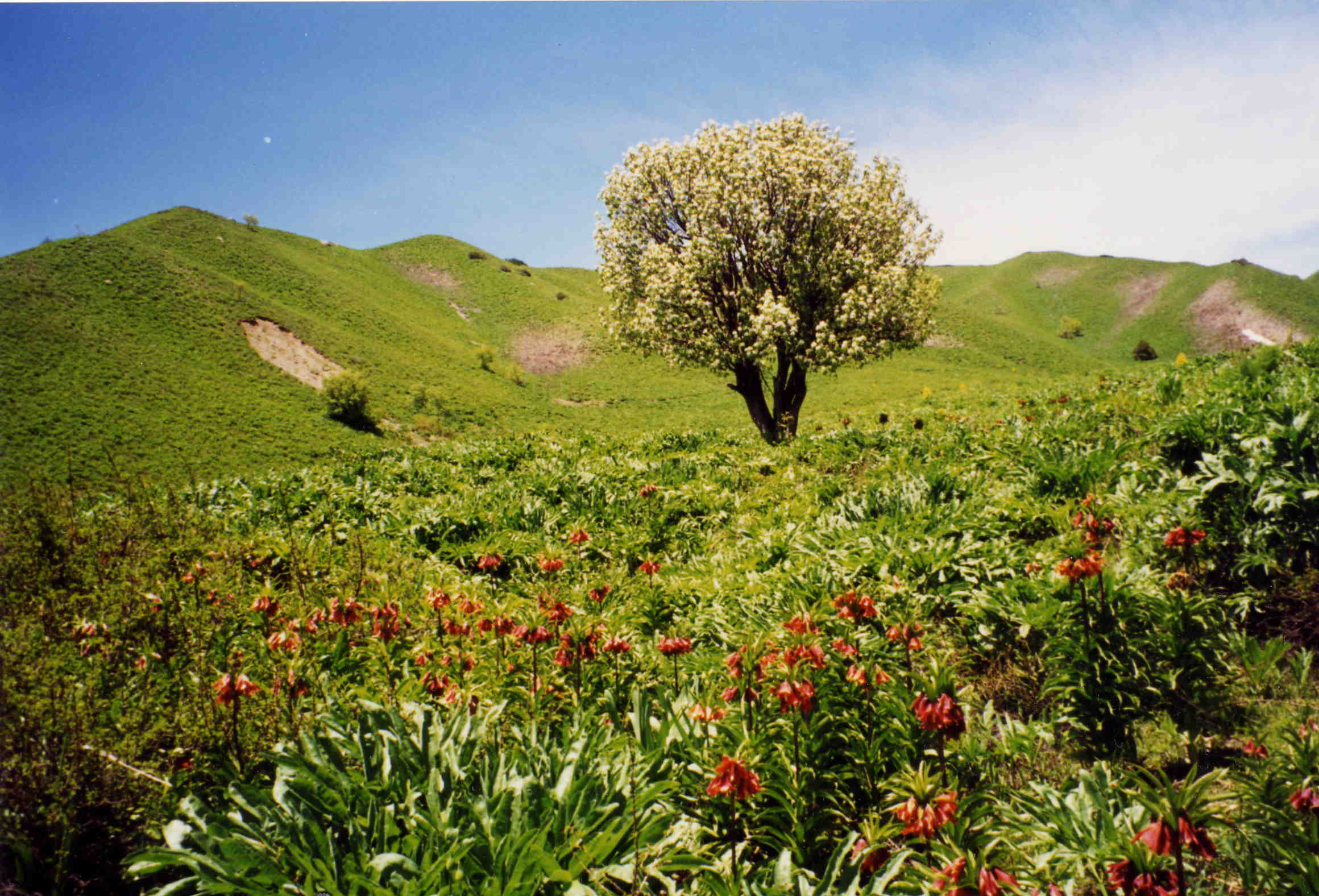
Przegórza Pamiru w okresie wiosennym

## Klimat

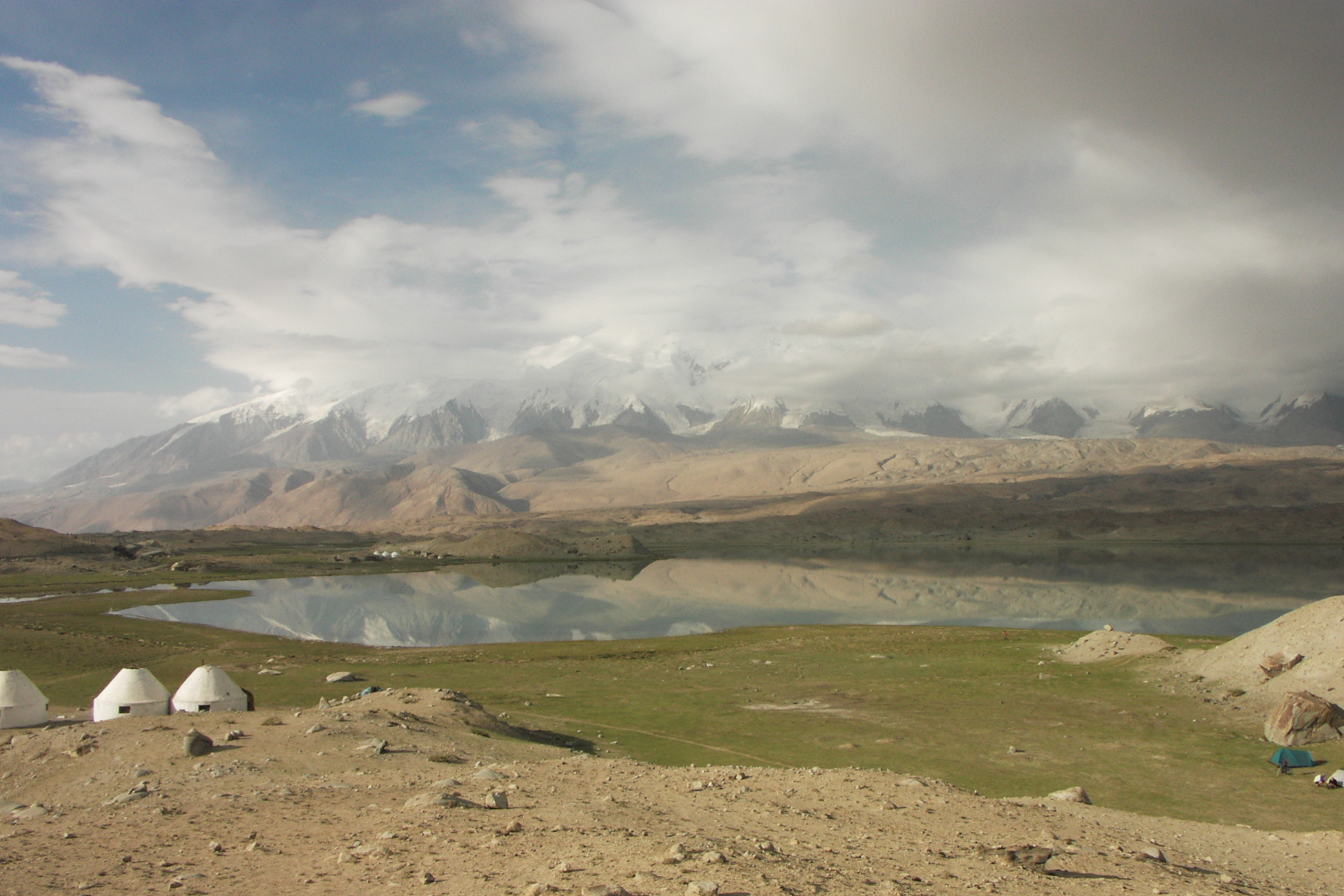
Jezioro Kara-kul

Tadżykistan leży na pograniczu stref klimatu umiarkowanego, który obejmuje północną część kraju i klimatu podzwrotnikowego obejmującego południe kraju. Obie strefy klimatyczne w tym regionie cechują się wybitnym kontynentalizmem. Klimat kraju cechuje się dużymi dobowymi i sezonowymi wahaniami temperatur. Kolejną cechą jest niska wilgotność i opady co jest typową cechą klimatu kontynentalnego. Ponadto klimat Tadżykistanu cechuje się niskim zachmurzeniem utrzymującym się niemal przez cały rok.
Temperatury w Tadżykistanie są skrajne, a do owej skrajności przyczynia się także rzeźba terenu. Zimą średnie wartości termiczne wynoszą od -2 do 2 °C. Temperatury obniżają się wraz ze wzrostem wysokości, gdzie średnie wartości wynoszą -20 °C. Najzimniej jest w Pamirze, gdzie występują silne mrozy z absolutnym minimum dochodzącym nawet do -63 °C. Latem w dolinach jest gorąco, gdzie wartości termiczne wynoszą od 30 do 35 °C, maksymalnie do 48 °C.
Opady są niskie, jednak im wyżej tym są one wyższe. Lecz i tam notuje się niskie wartości opadowe. Południowe stoki grzbietów Hisaro-Ałaju i północno-zachodnie stoki Pamiru są zwrócone ku wilgotnym masom powietrza, toteż wartości opadowe dochodzą tam do 1600 mm. Tereny najniżej położone są bardzo suche, gdzie rocznie spada 150–250 mm deszczu rocznie. We wschodnim Pamirze jest bardzo sucho i średnie wartości opadowe wynoszą 60–80 mm rocznie. W górach opady mają głównie postać śniegu, zwłaszcza w Pamirze. Granica wiecznego śniegu przebiega na wysokości 3600 m n.p.m.

## Wody
Sieć rzeczna Tadżykistanu jest rozwinięta nierównomiernie. Najgęstsza sieć rzeczna jest w górach co wiąże się z opadami, najmniej rzek jest na równinach w północnej i południowo-zachodniej części kraju. Niemal wszystkie rzeki należą do dorzecza Amu-darii, zlewisko tej rzeki obejmuje 3/4 powierzchni kraju. Głównymi dopływami są Piandż, Wachsz i Kafirnigan. Resztą powierzchni kraju zajmuje zlewisko Syr-darii, do której rzeki Tadżykistanu spływają z północnych stoków Grzbietu Turkiestańskiego. Niewielka część kraju jest obszarem, gdzie rzeki: Muzkoł, Karadżiłga i Akdżułga spływają do bezodpływowego jeziora Kara-kul.
Znaczna część rzek Tadżykistanu cechuje się śnieżnym i lodowcowym zasilaniem. Większość licznie występujących jezior kraju ma pochodzenie lodowcowe. Największe skupisko jezior występuje w Pamirze i w Hisaro-Ałaju. Największym jeziorem kraju jest słone jezioro Kara-kul o powierzchni 249 km², które leży na wysokości 3914 m n.p.m. Jezioro Sareskie i Jaszilkul powstały na skutek obrywów podczas trzęsień ziemi. W górach Tadżykistanu znajduje się duża liczba lodowców o łącznej powierzchni 8470 km², co daje prawie 6% powierzchni kraju. Największe lodowce występują w północnej i zachodniej części Pamiru. Najdłuższym i największym lodowcem kraju jest lodowiec Fedczenki o długości 77 km i powierzchni 992 km².

## Gleby
Znaczna część kraju nie posiada wykształconych gleb. Na równinach i przedgórzach do wysokości 1600 m n.p.m. tereny są pokryte szaroziemami z zawartością humusu. Powyżej 1600 m n.p.m. do wysokości 2800 m n.p.m. występują górskie kambisole, natomiast w wyższych partiach gór spotykanymi są litosole. We wschodnim Pamirze występują górskie regosole i arenosole. Doliny rzeczne pokrywają fluwisole i marzłociowe glejsole, które często są zasolone.

## Flora
Zasadniczo szata roślinna jest słabo rozwiniętą pod kątem jej gęstości występowania, co wiąże się w przypadku Tadżykistanu z niskimi opadami i ogólnie skrajnym klimatem, na których wpływ ma także rzeźba terenu. Charakterystyczną cechą kraju jest piętrowy układ roślinności.
Przeważającą formacją roślinną są łąki, stepy i roślinność efemeryczna. Tereny nisko położone do wysokości 500 m n.p.m. są pokryte obszarami pustynnymi i półpustynnymi, gdzie roślinność jest bardzo skąpa i występują w postaci efemretytów i kserofitów. Na wysokościach od 500 do 700 m n.p.m. tereny porasta roślinność efemeryczna z przewagą niskich turzyc. Na przedgórzach także występuje roślinność efemeryczna, gdzie dominują trawy z perzem włochatym i jęczmieniem łąkowym. Obszary do wysokości 2300 m n.p.m. przechodzą pierw od terenów łąkowych, poprzez krzaczaste, gdzie wraz ze wzrostem wysokości pojawiają się drzewa. Do wysokości 2000 m n.p.m. w górach zachodniej i północnej części kraju występują stepy.
Tereny leśne zajmują około 4% powierzchni kraju, jednak lasy są dość bogate gatunkowo i w sumie rośnie tu 150 gatunków drzew. Prawie połowa lasów przypada na tereny górskie. Wilgotne, południowe stoki Grzbietu Hisarskiego i zachodnia część grzbietów Piotra Pierwszego i Darwaskiego są porośnięte przez lasy liściaste, gdzie rośnie orzech grecki, klon turkiestański i jawor wschodni. Na przedpolach pasm: Zarawszańskiego, Hisarskiego i Piotra Pierwszego oraz w południowo-zachodniej części kraju rosną rzadkie ciepłolubne lasy, gdzie występują pistacje i migdałowce. W Pamirze Zachodnim występuje roślinność drzewiasta, gdzie rosną różne gatunki wierzb i topól, jednak te formacje roślinne występują tylko w dolinach rzek. Wysoko w górach powyżej 2500 m n.p.m. rosną łąki wysokogórskie i wysokogórskie stepy i pustynie. Ponad 3000 m n.p.m. tereny te przechodzą w nagie skały i wieczne śniegi.

## Fauna
Fauna jest charakterystyczna dla Regionu Środkowoazjatyckiego. W górach żyją koziorożce syberyjskie, markury i dzikie owce. Z drapieżników nielicznie występuje irbis, a także ptaki drapieżne jak orzeł przedni i sęp himalajski. W lasach żyją jelenie, niedźwiedzie brunatne, wilki oraz rysie i różne gatunki ptaków jak na przykład sowy i liczne ptaki śpiewające. Pustynne płaskowyże to tereny, na których żyje gazela dżereń i liczne gryzonie jak bobak i suseł oraz skoczki. Do ptaków obszarów pustynnych i stepowych należą: myszołów kurhannik, kuropatwa górska i pustynnik. Gady są najliczniej reprezentowane przez węże i jaszczurki.
W Tadżykistanie istnieją 2 parki narodowe i 13 rezerwatów przyrody, a także ogrody botaniczne położone na różnych wysokościach.